# Джума-мечеть (Тертер)
Джума-мечеть в Тертере (азерб. Tərtər Cümə məscidi) — соборная мечеть  в Азербайджане, в городе Тертер.

## Описание
Мечеть была построена в 1905 году архитектором Сеидом Мирмохсуном, как указано на высеченной над входом арабской надписи. Длина здания мечети составляет 21 метров, ширина — 18 метров. Имеются два минарета и молельный зал. Второй этаж состоит из ещё одного, менее вместительного молельного зала и двух комнат.
Поскольку на протяжении Карабахского конфликта Тертер долгое время находился всего в нескольких километрах от линии соприкосновения армии обороны НКР и азербайджанских войск, мечеть неоднократно подвергалась обстрелу. В частности, по словам представителя Бардинского управления культуры и туризма в Тертерском районе Гюндуза Мехтиева, в 2017 году на одной из стен мечети можно было видеть следы от осколков снарядов времён Первой Карабахской войны. Во время четырёхдневной войны 2016 года, по утверждению азербайджанской стороны, в результате обстрела, произведенного армянами из артиллерийских установок, в стенах образовались трещины.
Мечеть фигурирует в списке историко-культурных памятников Азербайджана местного значения, находящихся под защитой государства.